# 桂三木丸
桂 三木丸（かつら みきまる、1886年 - 1940年4月19日）は、上方噺家。本名: 大久保 挙母（または阿波挙母）。
父は噺家の桂藤誠、弟は堺で幇間の五郎八、妻は女義太夫の東馬八という芸人一家。
最初、桂仁左衛門の門下で桂仁鶴という。1915年 - 1916年ころ、父の前名であった桂文如、1922年ころに4代目笑福亭松鶴の門で2代目笑福亭仁鶴、1926年ころに兄弟子の2代目桂三木助の門で桂三木丸となった。
性格は子供がそのまま噺家になったような生活で、欲がなく、良い位置には上れなかった。晩年は漫才の寄席のヘタリをしていた。
十八番は「曽我の十番斬」だったという。